# Paweł Jan Grabowski
Paweł Jan Grabowski (ur. 1761, zm. 1831) – syn Michała Grzegorza generała wojsk litewskich i Ewy Karoliny z Żeleńskich.

## Życiorys
W 1783 został starostą wołkowyskim. Otrzymał Order Świętego Stanisława. Z małżeństwa Pawła z Weroniką Scipio del Campo pochodziło czworo dzieci:
- Józef Michał (ur. 1791 w Krakowie, zm. 1881) – oficer napoleoński, polityk konserwatywny,
- Konstanty Edmund (ur. 1796, zm. 21 kwietnia 1798 w Cieszkowach),
- Karolina Maria – żona Andrzeja Wielopolskiego, a następnie barona Karola Józefa Larischa,
- Ludwika – żona Adama Antoniego Broel-Platera.